# Santana do Cariri
Santana do Cariri är en kommun i Brasilien.   Den ligger i delstaten Ceará, i den östra delen av landet, 1 300 km nordost om huvudstaden Brasília. Antalet invånare är 17 181.
Omgivningarna runt Santana do Cariri är huvudsakligen savann. Runt Santana do Cariri är det glesbefolkat, med 15 invånare per kvadratkilometer.